# 馬丁 (內布拉斯加州)
馬丁（英語：Martin）是位於美國內布拉斯加州基斯縣的普查規定居民點。

## 人口
根據2020年美國人口普查的數據，馬丁的面積為0.93平方千米，皆為陸地。當地共有人口76人，而人口密度為每平方千米81.72人。